# لورين باتن
لورين باتن (بالإنجليزية: Lauren Patten)‏ هي مغنية وممثلة أمريكية، ولدت في 22 سبتمبر 1992 في دانرز غروف في الولايات المتحدة.

## وصلات خارجية
- لورين باتن على موقع IMDb (الإنجليزية)
- لورين باتن على موقع ميوزك برينز (الإنجليزية)
- لورين باتن على موقع قاعدة بيانات برودواي على الإنترنت (الإنجليزية)
- لورين باتن على موقع قاعدة بيانات الفيلم (الإنجليزية)